# Sendero Hippie
El Sendero Hippie (también conocido como the overland) es el nombre dado al viaje emprendido por los miembros de la subcultura hippie y otras entre la década de 1950 y la década de 1970 desde Europa, por tierra desde y hacia el sur de Asia, principalmente India y Nepal. El sendero hippie era una forma de turismo alternativo, y uno de los elementos clave era viajar lo más barato posible, sobre todo para extender la longitud de tiempo fuera de casa. 
En cada parada importante del sendero hippie, había hoteles, restaurantes y cafés que atendían casi exclusivamente a los occidentales fumadores de marihuana, que hacían conexiones entre sí mientras viajaban al este y al oeste. Los hippies tendían a pasar más tiempo interactuando con la población local que los turistas tradicionales.

## Rutas

Rutas del Sendero Hippie

Los viajes típicamente comenzaban desde las ciudades de Europa occidental, a menudo Londres, Ámsterdam o Atenas. Muchos ciudadanos de los Estados Unidos viajaron en aviones de Icelandic Airlines a Luxemburgo. La mayoría de los viajes pasaban a través de Estambul, donde las rutas se dividieron. 
La habitual ruta del norte pasó a través de Teherán, Herat, Kandahar, Kabul, Peshawar y Lahore a India. Una ruta alternativa era de Turquía a través de Siria, Jordania e Irak a Irán y Pakistán. Todos los viajeros tenían que cruzar la frontera entre Pakistán e India en Ganda Singh Wala (o más tarde en Wagah). Delhi, Benarés, Goa, Katmandú, o Bangkok fueron los destinos habituales en el este. 
Katmandú todavía tiene un camino, Jhochhen Tole, apodado Freak Street, en conmemoración de los muchos miles de hippies que pasaron por allí. A veces también se llevaba a cabo el recorrido adicional al sur de la India, la playa de Kovalam en Trivandrum (Kerala) y algunos hacia Sri Lanka (entonces Ceilán) y Australia.

## Métodos de viaje

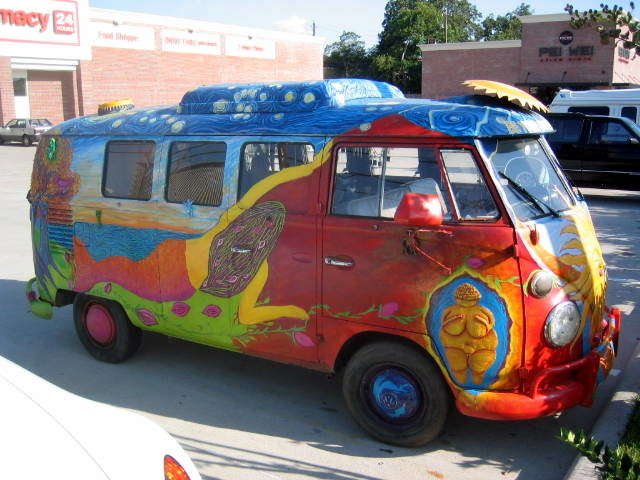
Un autobús Volkswagen Kombi de 1967, decorado al estilo hippie

Con el fin de mantener los costos bajos, los viajes se realizaron por autostop, o autobuses baratos y privados que viajaron por la ruta. También hubo trenes que viajaban una parte del camino, sobre todo en Europa del Este a través de Turquía (con una conexión de ferry a través del lago Van) y hacia Teherán o al este a Mashhad, Irán. A partir de estas ciudades, el transporte público o privado, se podría obtener para el resto del viaje. 
La mayor parte de los viajeros eran europeos occidentales, norteamericanos, australianos y japoneses. Ideas y experiencias fueron intercambiadas en albergues conocidos, hoteles y otros puntos de encuentro en el camino, como la tienda de Pudding en Estambul, Sigi's en la calle Chicken en Kabul o el Amir Kabir de Teherán. Muchas personas utilizaron mochilas y, si bien la mayoría de viajeros eran jóvenes, personas mayores y familias de vez en cuando viajaron por la ruta. Unos cuantos condujeron toda la distancia.

## Decadencia
El sendero hippie llegó a su fin a finales de la década de 1970 con los cambios políticos en países anteriormente hospitalarios. Irán votó en referéndum nacional para convertirse en una República Islámica el 1° de abril de 1979, y para aprobar una nueva constitución teocrática-republicana, y la invasión soviética de Afganistán cerró la ruta por tierra a viajeros occidentales. Líbano ya había caído en la guerra civil, y Chitral y Cachemira se hicieron menos atractivos debido a las tensiones en la zona. Los organizadores de viajes Sundowners y Topdeck fueron pioneros en una ruta a través de Baluchistán. Topdeck continuó sus viajes a lo largo de la guerra entre Irán e Irak y los conflictos posteriores, pero hizo su último viaje en 1998. 
Los viajes en avión se estaban volviendo más asequibles y Goa se convirtió en el principal centro de la escena hippie, en torno a la aldea de Anjuna, donde los hippies habían estado alquilando casas durante muchos años antes de construir hoteles para dar cabida a la afluencia masiva de turistas en la década de 1980.

## Versiones modernas
En septiembre de 2007, Ozbus se embarcó en un servicio de corta duración entre Londres y Sídney en la ruta del sendero hippie. En 2008, la Oddisey Overland Company comenzó una serie de expediciones entre Europa y Asia, incluyendo la antigua Ruta de la Seda al norte de Irán, a través del Tíbet a Katmandú. Con una relajación de la inmigración en Irán la ruta se ha convertido de nuevo en algo factible, aunque el actual conflicto en Irak, Afganistán y partes de Pakistán hacen difícil la ruta. 
En la década de 2000, debido al aumento de aerolíneas de bajo costo y vuelos de bajo costo desde Europa, nuevos caminos se han formado y han acompañado el camino hippie inicial. Los ejemplos incluyen senderos hacia el norte de África y otros destinos accesibles por aerolíneas de bajo costo. Además, existe el Banana Pancake Trail a Asia.